# Xestia tabida
Xestia tabida är en fjärilsart som beskrevs av Butler 1878. Xestia tabida ingår i släktet Xestia och familjen nattflyn. Inga underarter finns listade i Catalogue of Life.